# Hoplandrothrips juniperinus
Hoplandrothrips juniperinus är en insektsart som först beskrevs av Ian A. Hood 1912.  Hoplandrothrips juniperinus ingår i släktet Hoplandrothrips och familjen rörtripsar. Inga underarter finns listade i Catalogue of Life.